# Öken

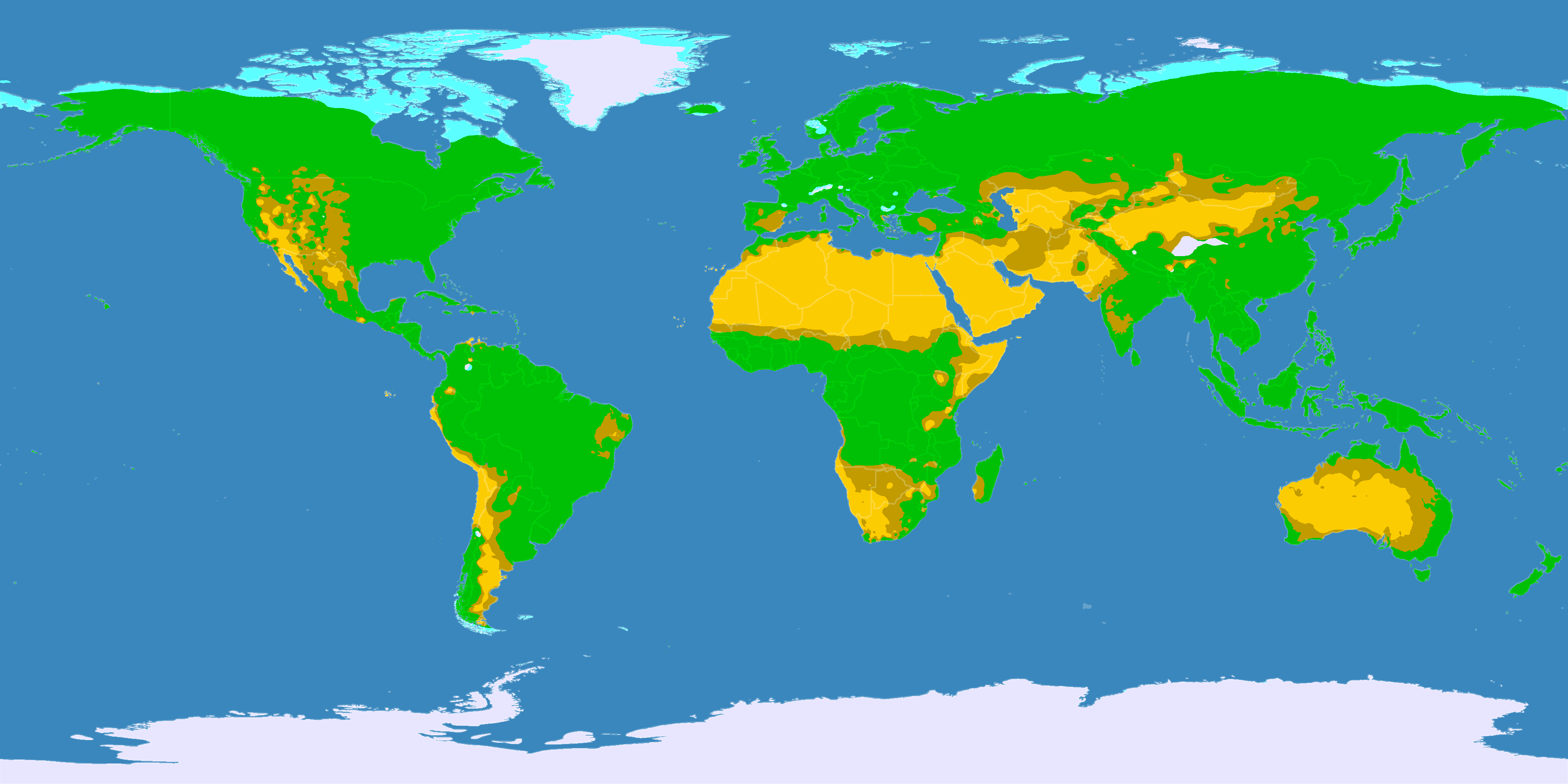
Jordens ökenområden är markerade med gyllengul färg på kartan.

Öken är ett landområde med mycket sparsam nederbörd och ofta hög avdunstning som därigenom har ingen eller mycket sparsamt med växtlighet. Djur och växter i öknen är ofta starkt specialiserade och måste tåla både höga och låga temperaturer samt klara sig på lite vatten eller ojämn tillgång till vatten. Öknar finns vid jordens vändkretsar, längs kontinenternas västkuster och i områden med regnskugga. Dessutom finns det polaröknar eller köldöknar på Antarktis och de nordligaste delarna av Arktis.

## Ökentyper
Öknar klassificeras på en rad olika sätt som exempelvis vegetation, landskapstyp, temperatur, nederbörd och avdunstning.
Vegetation: Öknarna utmärks av sparsam eller ingen växtlighet alls. Områden med sammanhängande växtlighet kan istället kallas halvöken. När en öken övergår till stäpp eller savann är otydligt. Gobiöknen i Asien exempelvis är ur ett ekologiskt hänseende närmast en stäpp och Kalahari i södra Afrika kan betraktas som en torr savann och båda betraktas enligt nyare klassificering som halvöknar. Norr och söder om Saharaöknen finns bälten av halvöken, det södra kallas Sahel.
Landskapstyp: Öknarnas landskap är format av det vatten som flödar under de sällsynta och ofta kraftiga regnen, vinderosion, vittring, solsprängning, saltsprängning och (i köldöknar) köldsprängning. Öknar kan med en arabisk klassificering indelas i tre typer: klippöken (hammadda), sten- och grusöken (reg eller serir) och sandöken (erg).

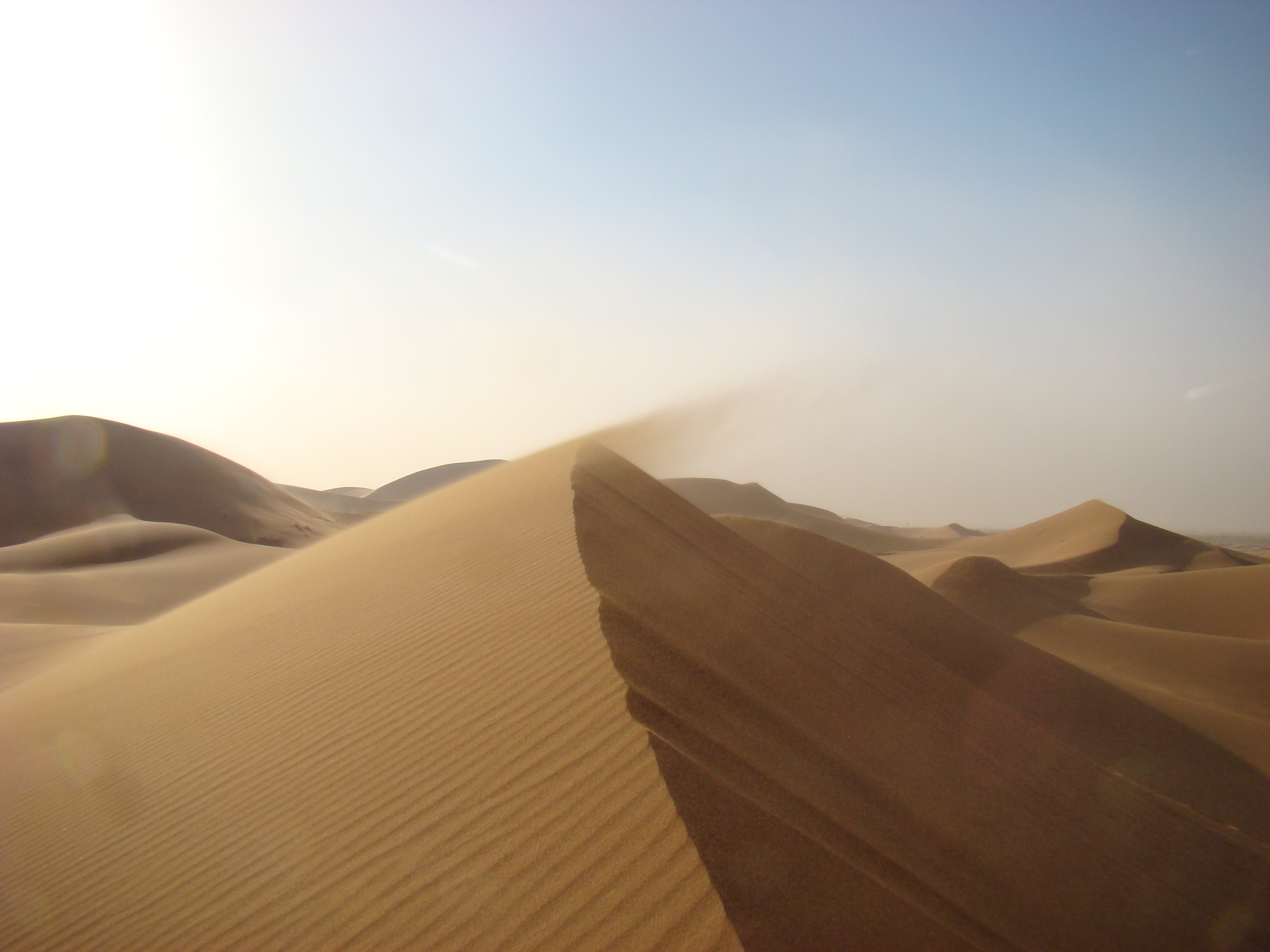
Sandöken, Sahara
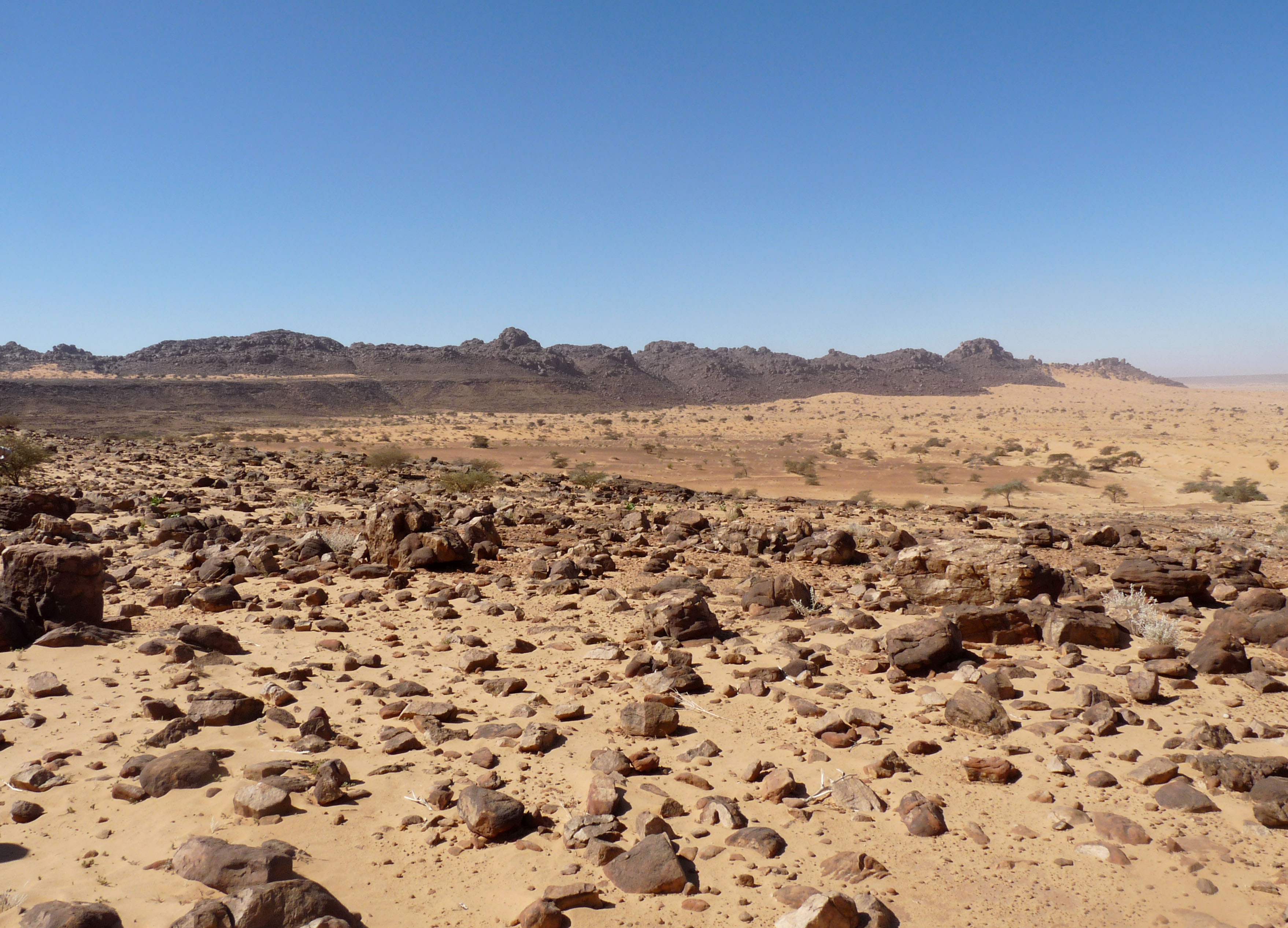
Stenöken, Sahara
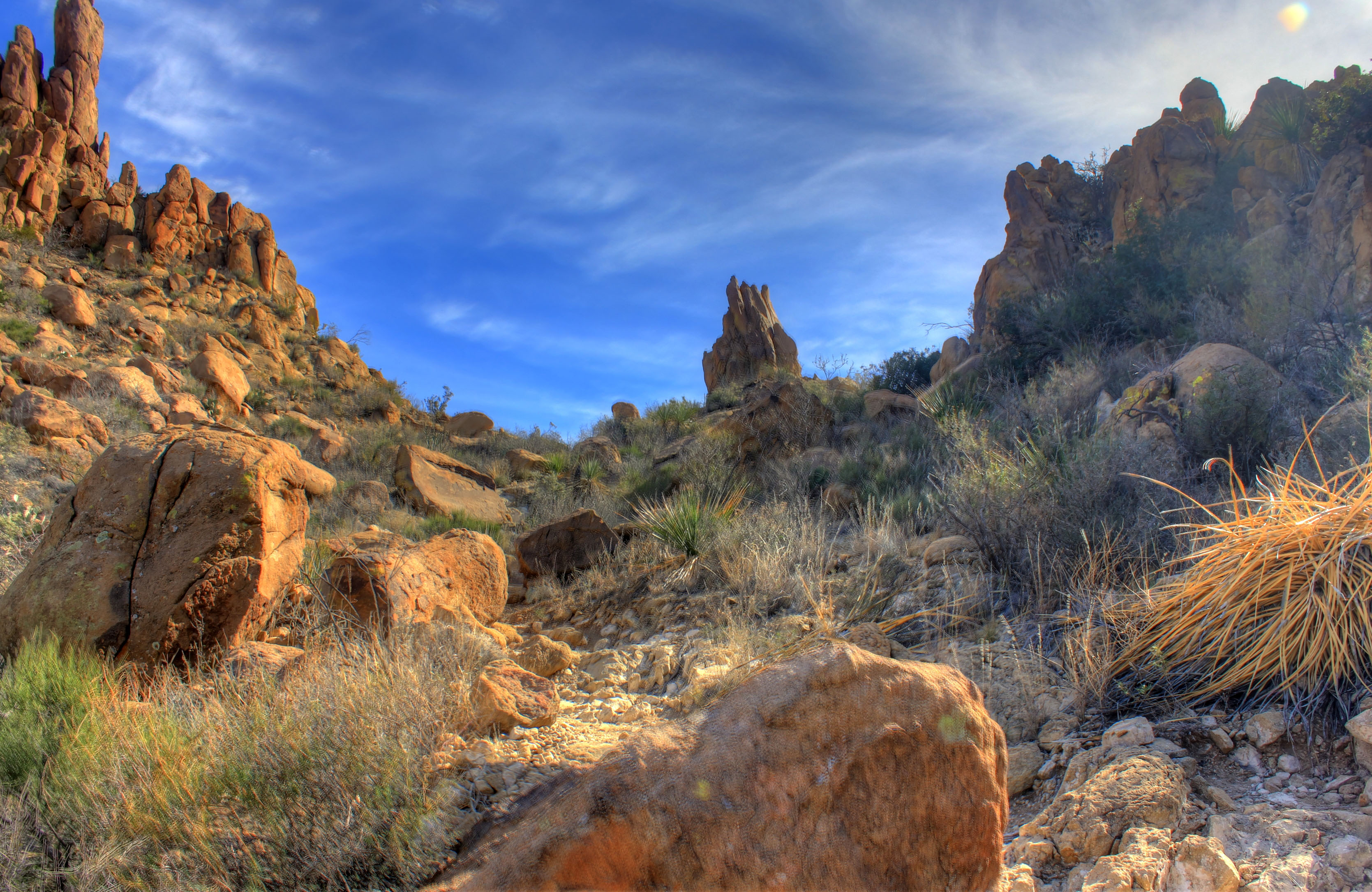
Klippöken, Chihuahuan

Temperatur: Heta öknar har varmaste månaden medeltemperaturer över 30 °C och kallaste månaden mellan 10 och 30 °C.
Varma öknar har varmaste månaden medeltemperaturer mellan 10 och 30 °C och kallaste månaden mellan 10 och 20 °C.
Svala öknar har varmaste månaden medeltemperaturer mellan 10 och 20 °C och kallaste månaden mellan 0 och 10 °C.
Kalla öknar (köldöknar) har varmaste månaden medeltemperaturer mellan 10 och 30 °C och kallaste månaden under 0 °C.
Vändkretsöknar ligger normalt mellan 15° och 35° sydlig och nordlig bredd. Luftmassornas rörelse runt ekvatorn skapar sjunkande luft runt vändkretsarna som antingen strömmar mot ekvatorn eller mot polerna. Den sjunkande luften skapar ett klimat som karaktäriseras av permanenta högtryck som i sin tur ger upphov till öknar. Sahara, Arabiska öknen, Tharöknen i Pakistan och Indien, Kalahari i södra Afrika och Gibsonöknen i västra Australien är exempel på vändkretsöknar.
Västkustöknar uppstår längs västkusterna i Sydamerika, Afrika och Australien eftersom passadvindarna där är frånlandsvindar. Det får till följd att det varma ytvattnet förs bort vilket skapar ett kallare luftlager vid havet. Luftlagret ser till att nederbörden faller över havet och inte över land. Däremot kan dimbankar driva in över land och då faller dagg i ökenområdet. I Namiböknen som antas vara världens äldsta öken finns arter som specialiserat sig på att ta hand om daggen. Atacamaöknen som är världens mest regnfattiga område, är också en västkustöken.
Regnskuggeöknar finns i områden som ligger antingen i skuggan av bergskedjor eller långt inne på en kontinent. Luften som når dessa områden har redan avgett det mesta av sin fuktighet antingen över den blockerande bergskedjan eller över kustlandet för områden långt från kusten. Exempelvis Gobiöknen och Taklamakan i skuggan av Himalaya och andra kinesiska bergskedjor är regnskuggeöknar. I Nordamerika ligger öken- eller halvökenområden i regnskugga väster om Klippiga bergen och öster eller söder om Sierra Nevada.
Köldöknar eller polaröknar finns på Antarktis och Arktis och består av permafrost, snöfält och glaciärer som smälter obetydlig under sommaren. Den största sammanhängande köldöknen finns på norra Grönland.

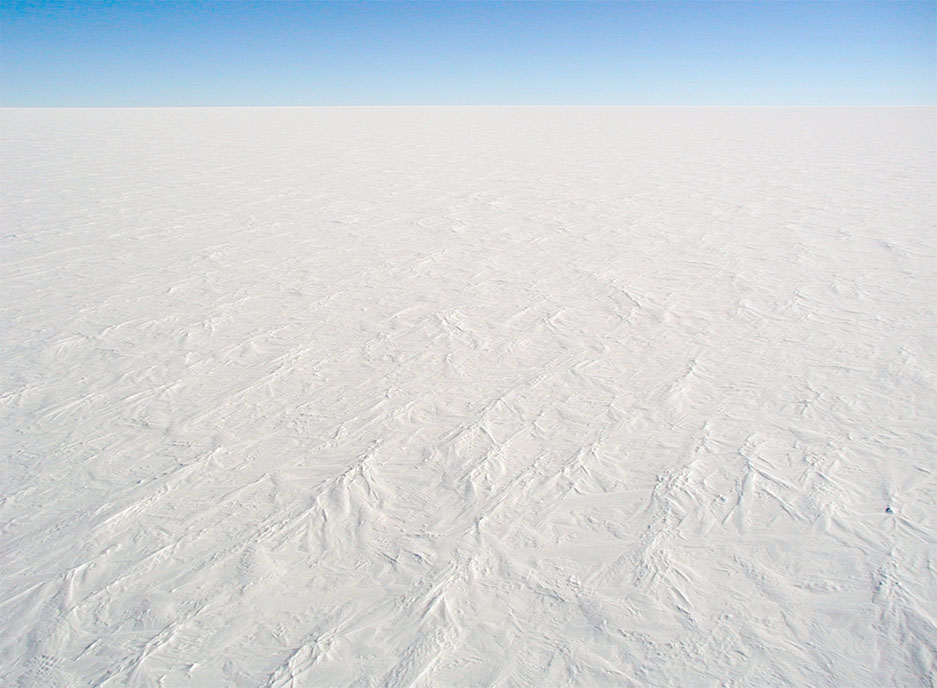
Polaröken, Antarktis
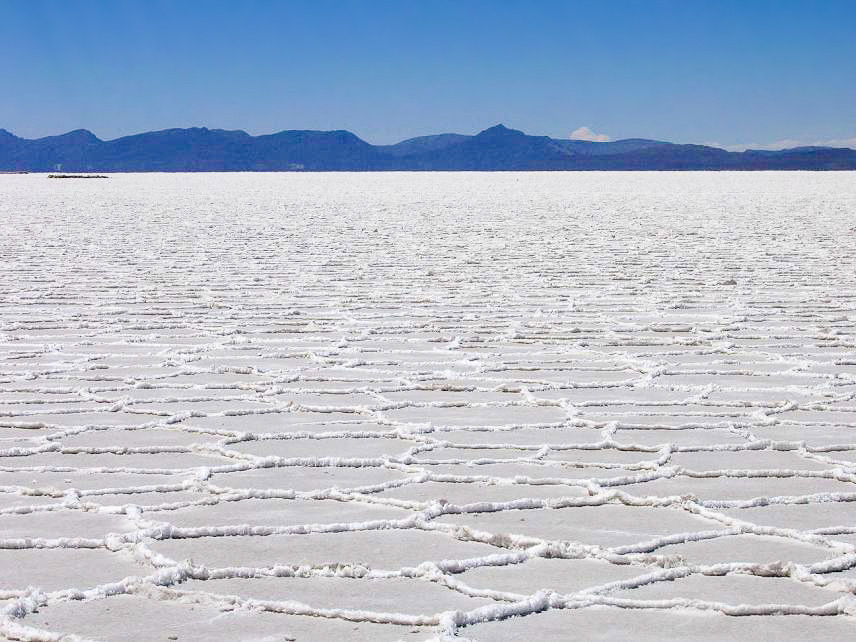
Saltöken, Salar de Uyuni

Saltöknar är öknar med ett ytskikt av salter bland annat stensalt och soda. Saltet har ofta sugits upp från djupare jordlager eller genom att salthaltigt vatten strömmat in i en sänka utan avlopp som sen avdunstat och lämnat kvar en saltskorpa. Normalt saknas växter i saltöknar.

## Klimatet i öknen
Öknar kännetecknas av låg nederbörd och, med undantag för köldöknarna, hög dagstemperatur och stor temperaturvariation över dygnet på grund av den låga luftfuktigheten. I Mellanöstern och i Death Valley har uppemot 54,0 °C uppmätts. Avdunstningen i öknar överstiger ofta den årliga nederbörden. För de varma öknarna sätts normalt gränsen mellan ökenklimat och stäppklimat vid 250 mm nederbörd per år, medan gränsen ligger betydligt lägre för de kallare öknarna.
Köppens klimatklassificering är den dominerande klimatklassificeringen som baserar sig på både temperatur och nederbörd. I systemet inkluderas också växternas vattenbehov där ett ökenklimat definieras av en medelnederbörd på mindre än hälften av växtlighetens behov.

## Landskapsformer
På grund av de stora temperaturvariationerna mellan dag och natt samt vinter och sommar utvidgas ständigt berggrunden och lösmaterialet för att sedan krympa ihop igen vilket gör att materialet utsätts för vittring (sol-, salt- och även frostsprängning). Kemisk vittring kan också vara av betydelse, men kemisk vittring kräver vatten vilket gör att den oftast är av underordnad betydelse i ett ökenlandskap. I sandöknen är sanddyner det karaktäristiska inslaget och dynerna kan få olika form och storlek beroende på hur vinden uppför sig. Barkandynen är en vanlig form av sanddyn formad som en hästsko där ändarna pekar mot den dominerande vindriktningen. Med hjälp av en annan vindriktning kan ena änden förlängas och då bildas en längsgående seifdyn. Andra dynformer är transversaldyner och stjärndyner. I Namiböknen finns världens högsta dyner som kan vara så höga som 300 meter.

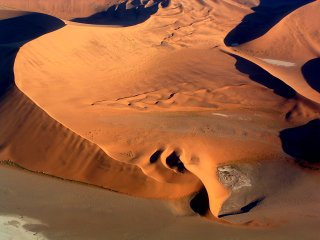
Barkandyner, Namiböknen
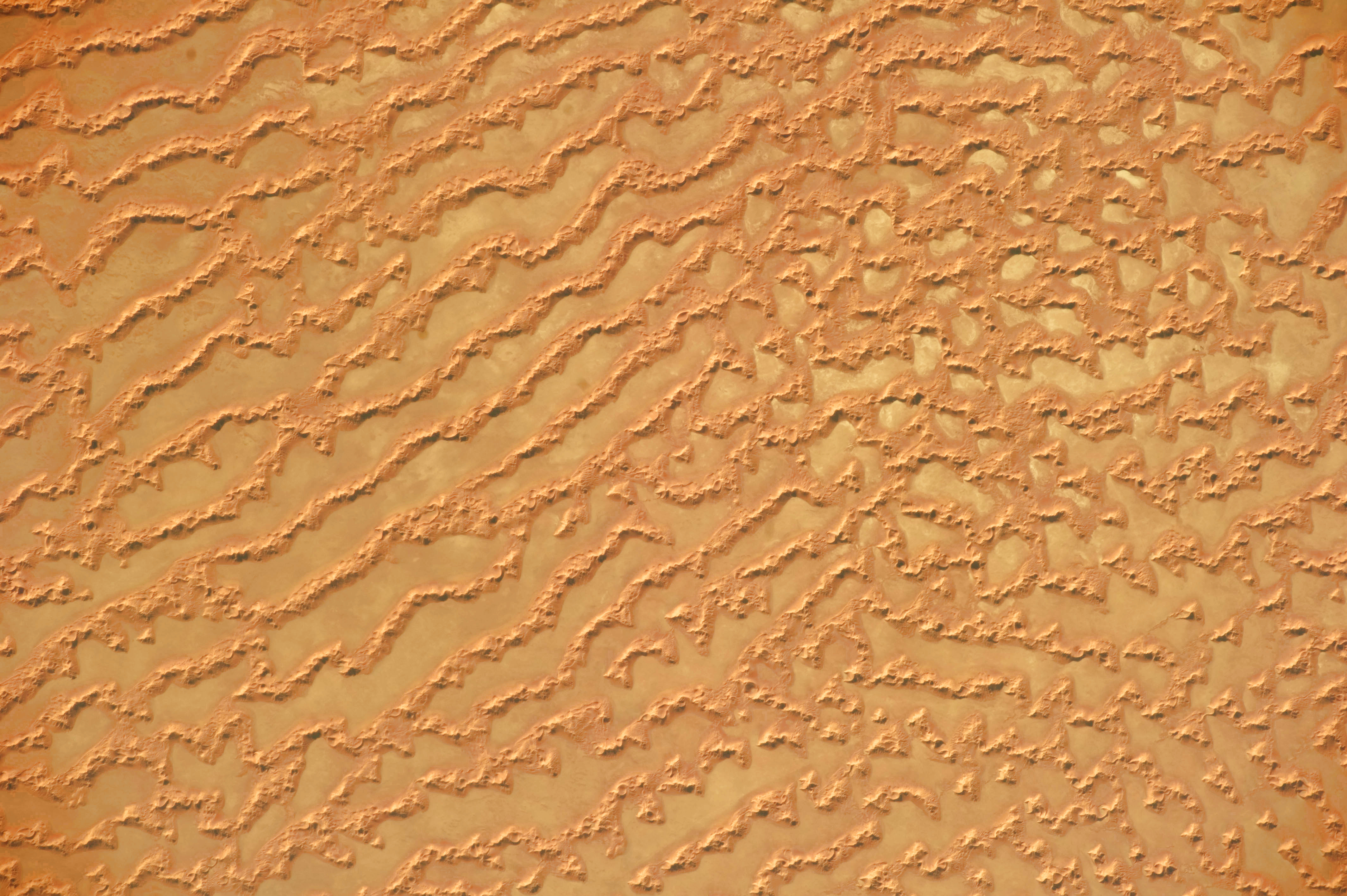
Seifdyner, Rub al-Khalil
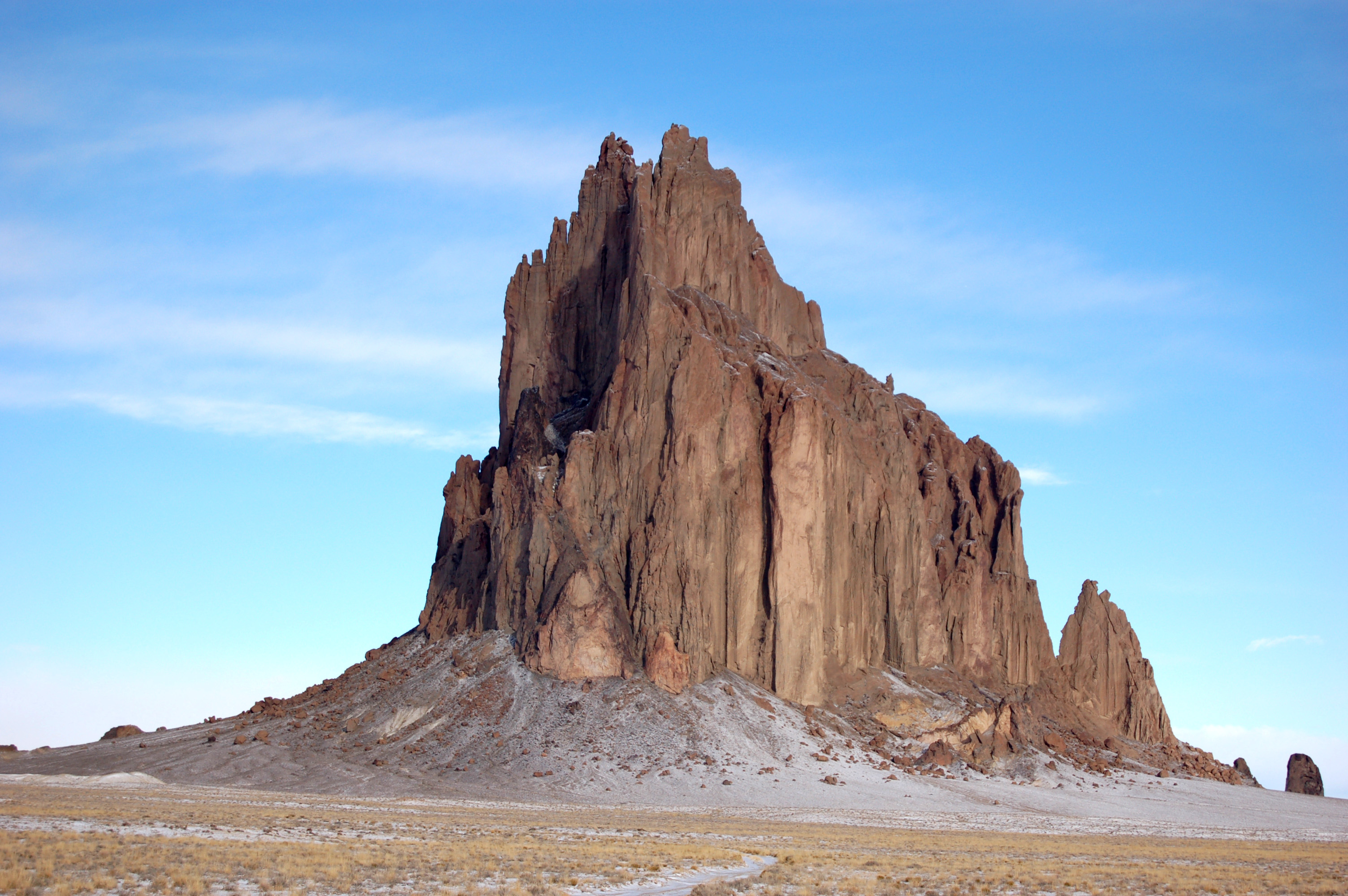
Inselberg, Coloradoplatån
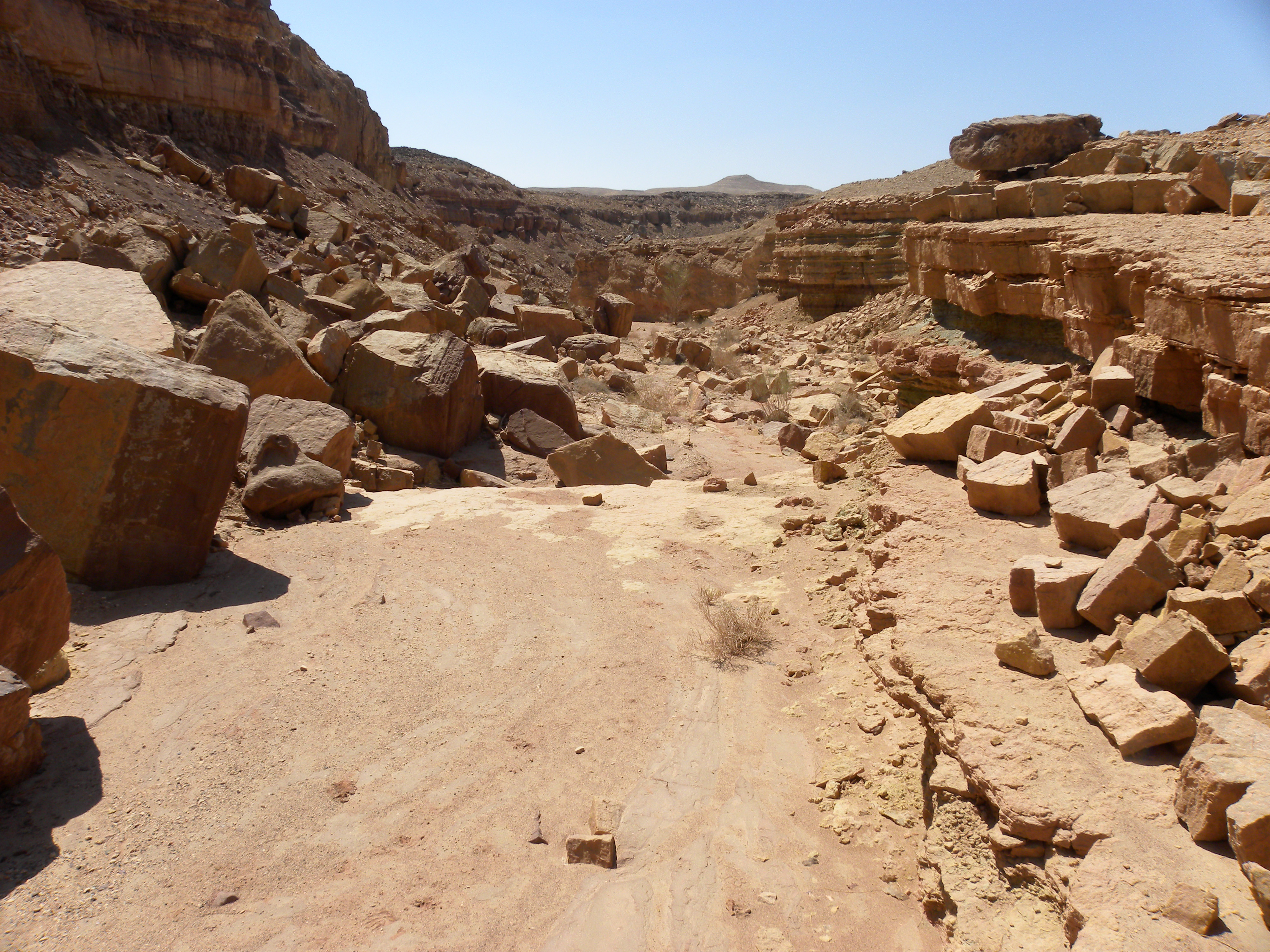
Wadi, Israel
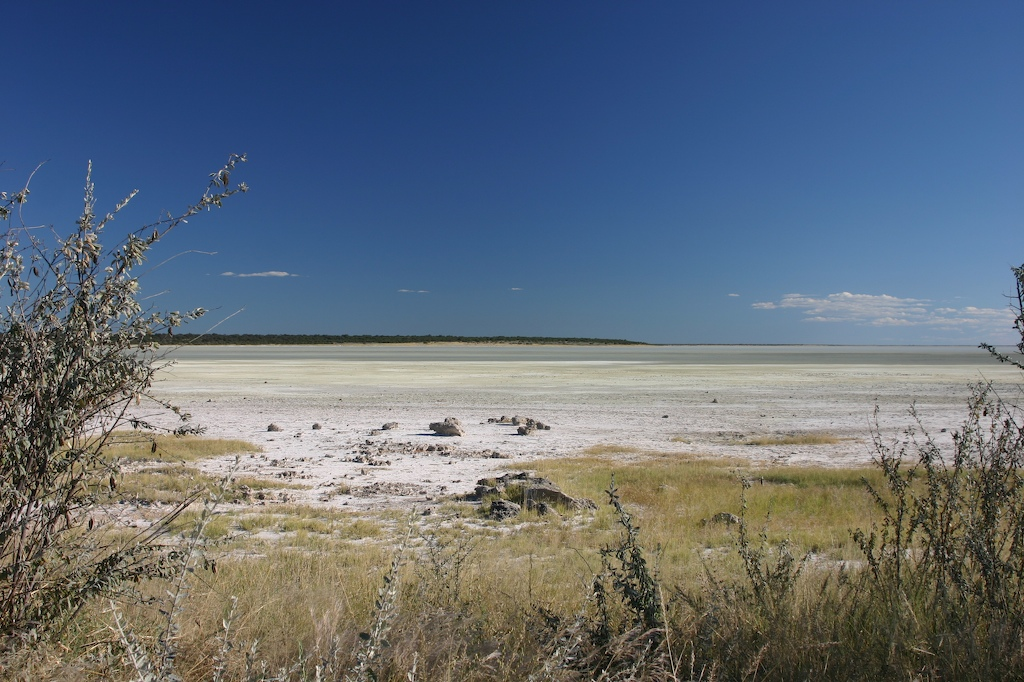
Saltslätt, Namibia

Isolerade berg, inselberg, utvecklas genom att en floddal eller en spricka utvidgas genom exempelvis ras eller annan erosion. Inselberg är ofta ganska stora, rektangulära och har en plan yta på översidan. När berget utsätts för fortsatt erosion blir det allt mer oregelbundet och mindre. Till slut finns bara en mängd stora stenblock kvar. Den kringblåsande sanden i öknarna slipar block och klippor och kan då skapa polerade ytor med olika mönster exempelvis fasetter på grund av varierande vindriktningar.
Även vatten formar ökenlandskapet. På grund av att marken i huvudsak saknar växttäcke bildas snabbt vattenflöden på markytan som kan leda till erosion och att badlands bildas. Vid regn fylls uttorkade flodfåror, wadier, i öknen snabbt med vatten och bildar störtfloder som för med sig grus och sand för att sedan åter torka upp. Ofta ligger grundvattnet ytligt och träd kan nå grundvattnet längs den torra flodfåran. I flera öknar saknas utflöde av vatten och vattnet hamnar i interna sänkor i landskapet. Salter samlas i dessa sänkor och när vattnet dunstar fälls salter ut och bildar saltslätter där bara salttåliga växter kan klara sig. Vanligen består avlagringarna av koksalt och gips. Saltslätt, playa, är en av jordens plattaste landskap som normalt sluttar mindre än 20 centimeter per kilometer.

## Växter och djur
Med undantag för de kalla öknarna kan öknar ofta ha ett förhållandevis rikt växt- och djurliv. Djur och växter i öknen måste tåla både höga och låga temperaturer samt klara sig på lite vatten eller ojämn tillgång till vatten. Växtlighet kan saknas helt i klippöken, stenöken och sandöken, eller bestå av få och starkt specialiserade arter.
Buskar med djupa rötter och hårda blad förekommer ofta, särskilt i klipp-, sten- och grusöknar. Den afrikanska welwitschian är ett exempel på en ökenväxt med lång pålrot. I mer finfördelad jord förekommer kortlivade växter som växer upp och blommar efter regn för att sätta frön som ligger i jorden i väntan på nästa regn. Suckulenter har ofta små, köttiga blad, eller inga blad alls, med tät kutikula och få och nedsänkta klyvöppningar för att minska avdunstningen. Växterna lagrar ofta vatten i stammar, rötter, jordstammar eller lökar. Fleråriga växter skyddar sig mot betande djur genom taggar eller bitter växtsaft. Kreosotbusken är en nordamerikansk ökenväxt som förgiftar sin omgivning med hjälp av sitt rotsystem för att slippa konkurrens om vatten och näringsämnen.
Typiska ökenväxter:
- Amerika: kaktusar, agave och fouquieria-arter
- Afrika: törelväxter, malörter, isörtsväxter, ökenstjärnor och welwitschia
- Asien: törelväxter och amarantväxter
- I oaser: dadelpalm och tamarisk

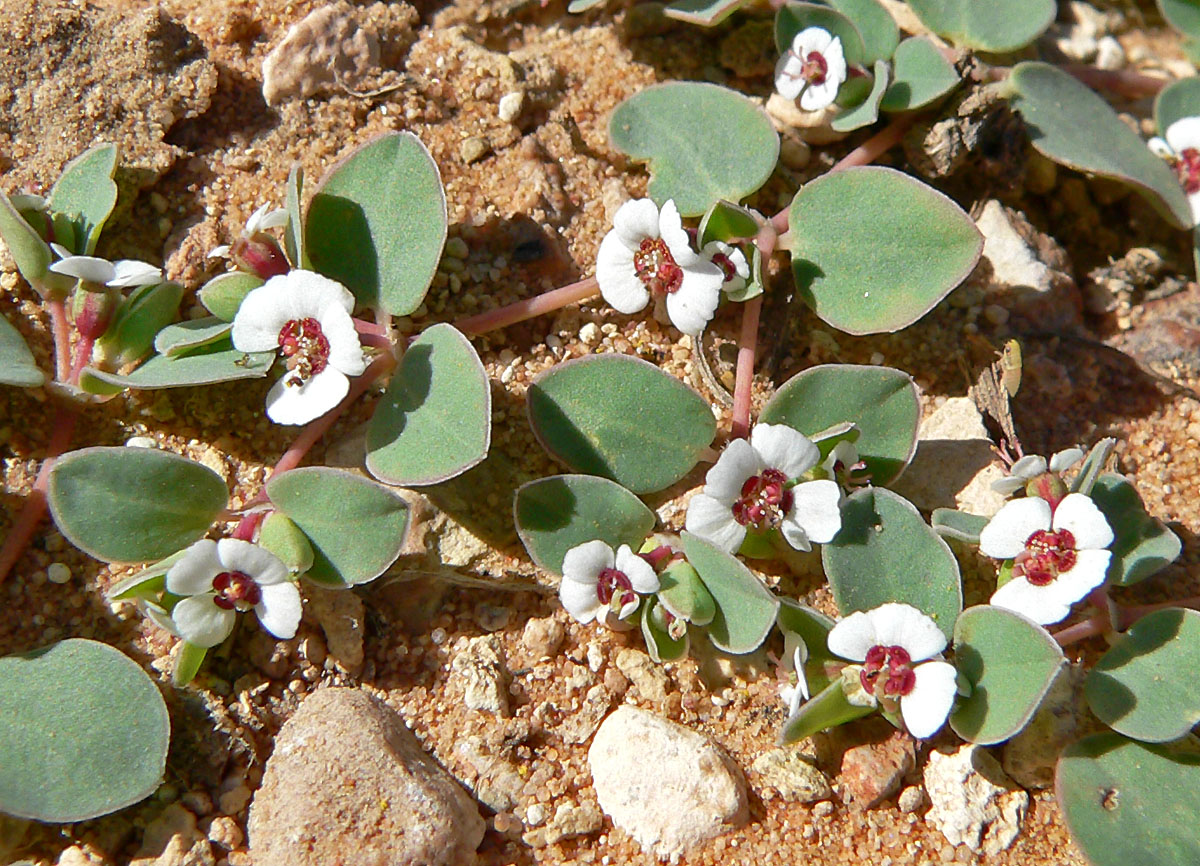
Euphorbia albomarginata ettårig törelväxt i Mojaveöknen
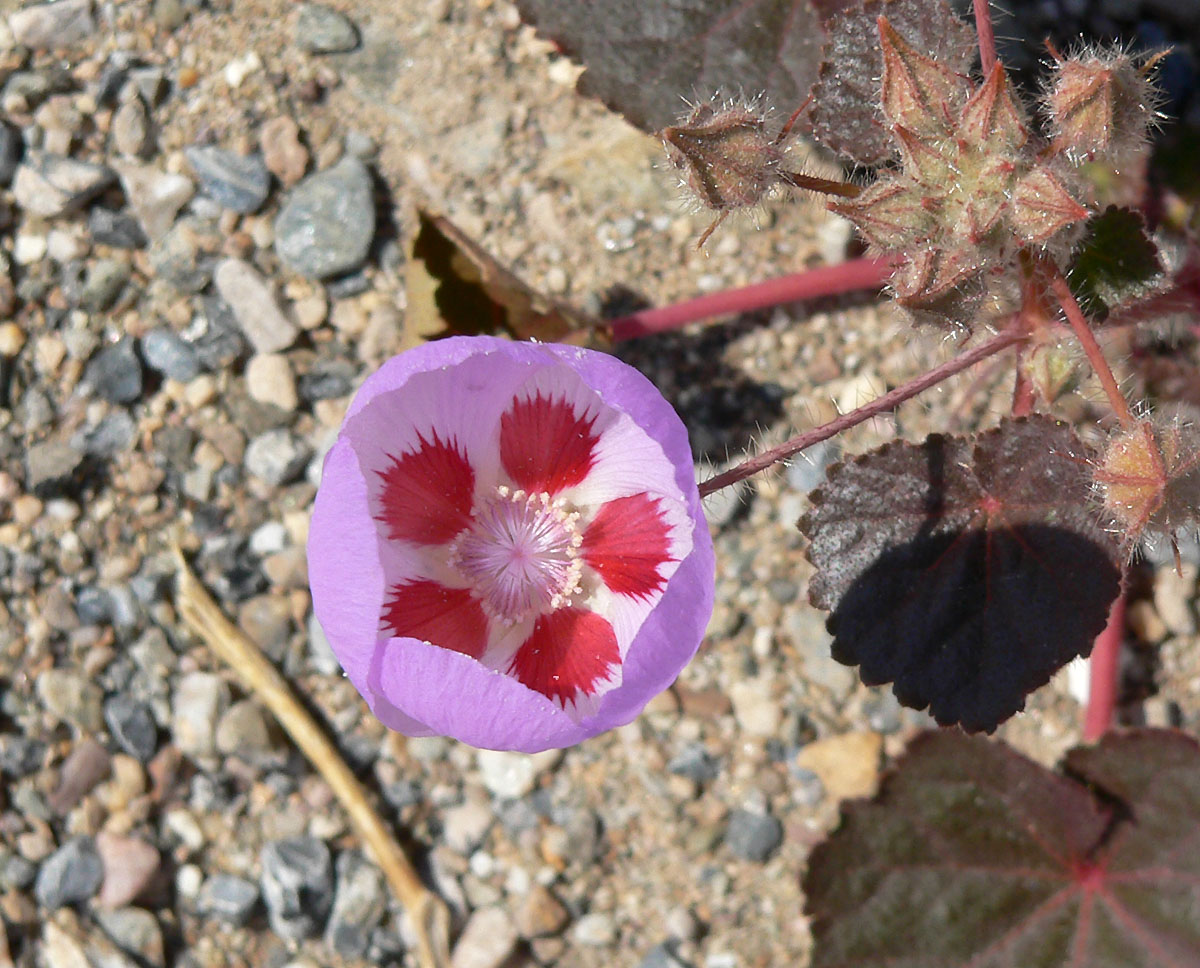
Eremalche rotundifolia ettårig malvaväxt i Mojaveöknen
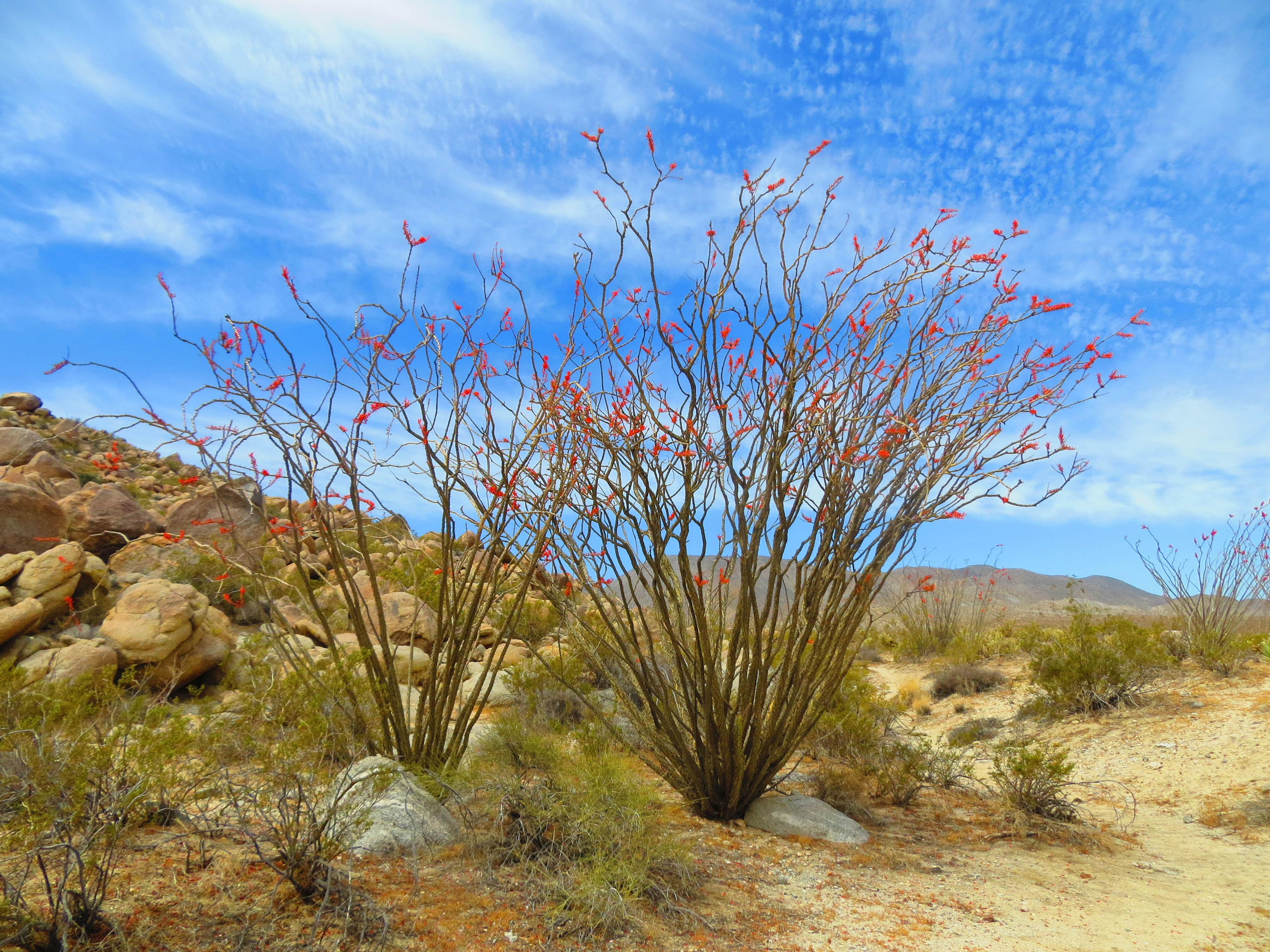
Fouquieria splendens i Sonoraöknen
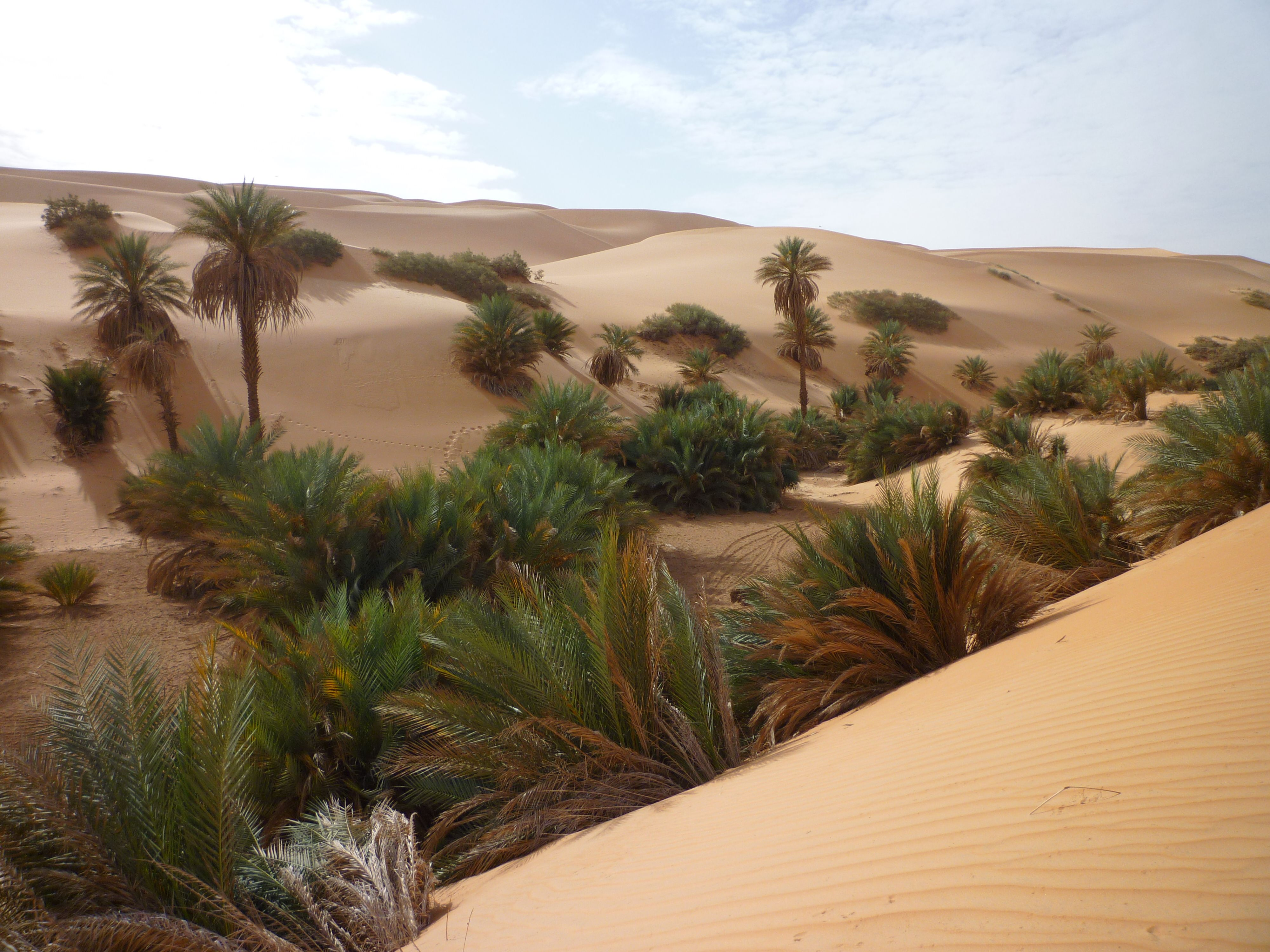
Dadelpalm i Gaberounoasen, Sahara
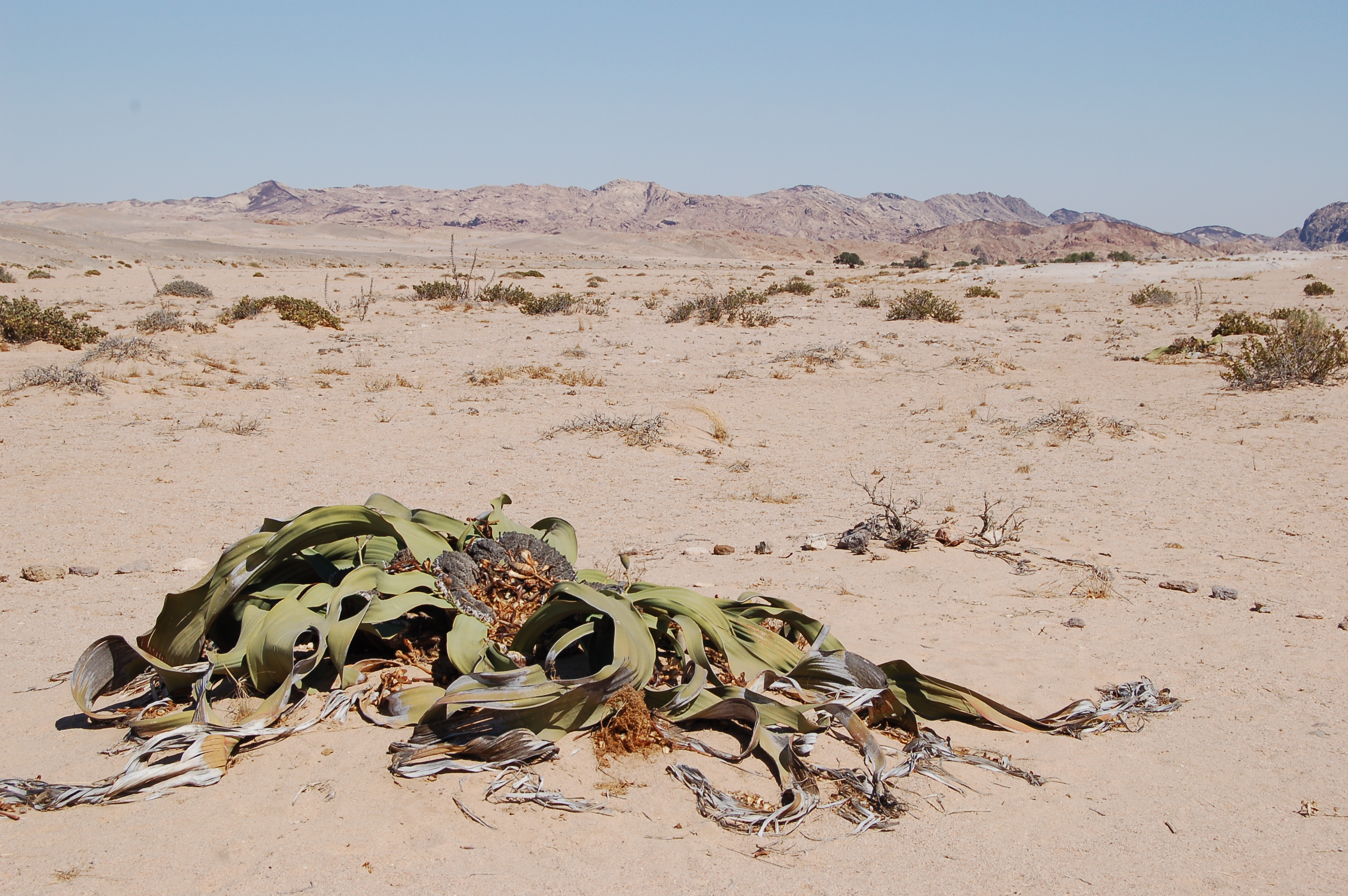
Welwitschia i Namiböknen
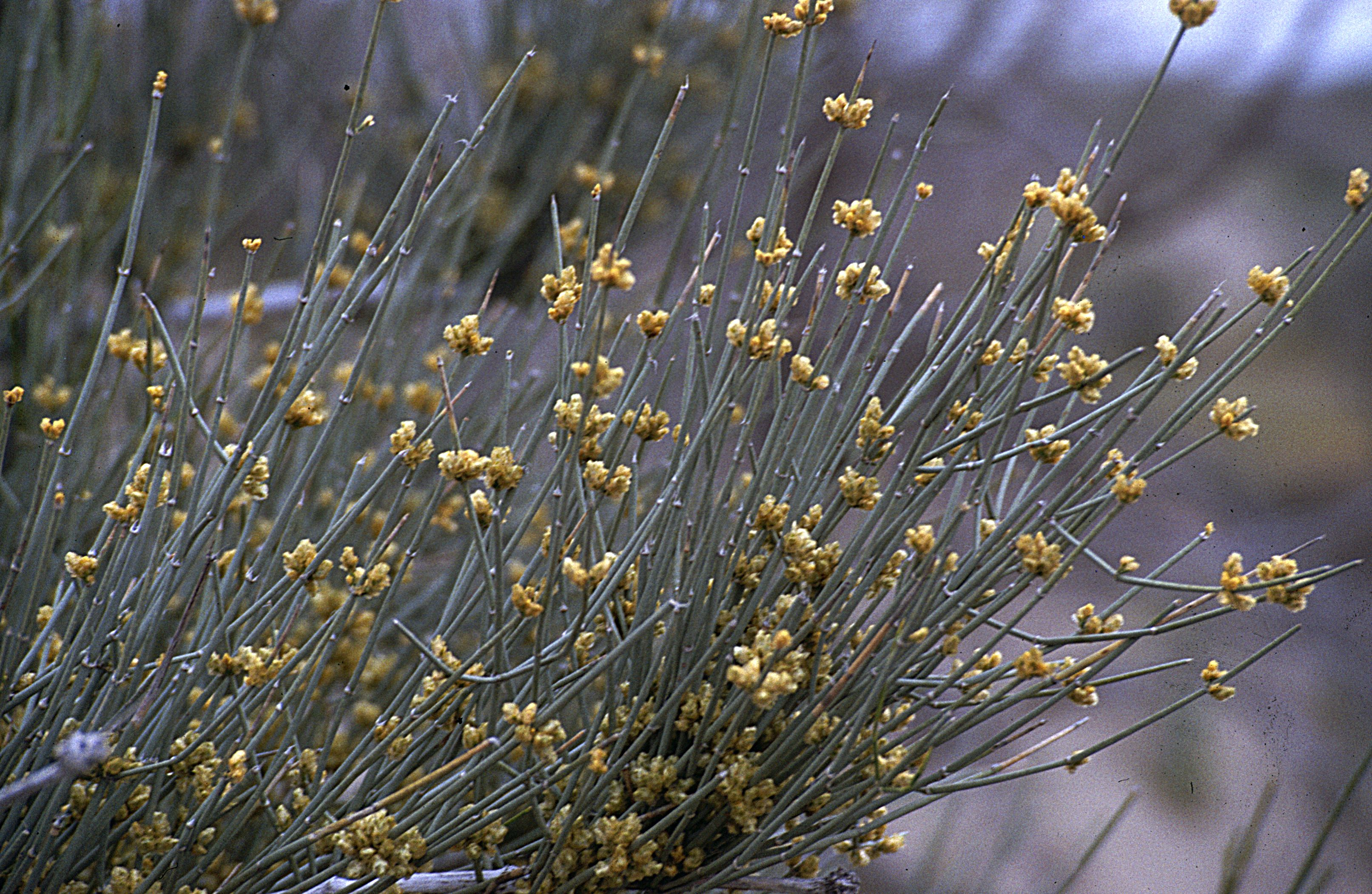
Haloxylon ammodendron amarantväxt i Karakum

Ökenlevande djur är ofta nattaktiva och skyddar sig dagtid mot utomhustemperaturen och avdunstning i håligheter nere i marken. De dagaktiva djuren brukar hålla sig i skuggan om det går eller gräver sig fram alldeles under markytan. Många djur klarar sig på den vätska som finns i födan bland annat genom att ha extremt vattenfattig avföring.
I klipp- och stenöknar kan vattenförrådet vara längre och efter regn kan djurlivet vara rikt. Det kan vara gott om insekter som exempelvis i Namiböknen kan utnyttja fukten från morgondimmorna. Insekterna blir föda åt skorpioner, ödlor, ormar och grodor. Öknens fåglar är oftast frö- eller insektsätare och har oftast en oansenlig fjäderdräkt som smälter in i omgivningen. Vissa afrikanska flyghöns kan transportera vatten i sina bröstfjädrar, och hanen kan flyga miltals för att hämta vatten åt sina ungar. Gnagare och rovdjur har ofta stora öron både för att höra bytesdjur och få en snabbare avkylning. I öknarna finns hovdjur som antiloper, dromedarer och halvåsna. Dromedarerna har införts av människan till Afrika och Australien.

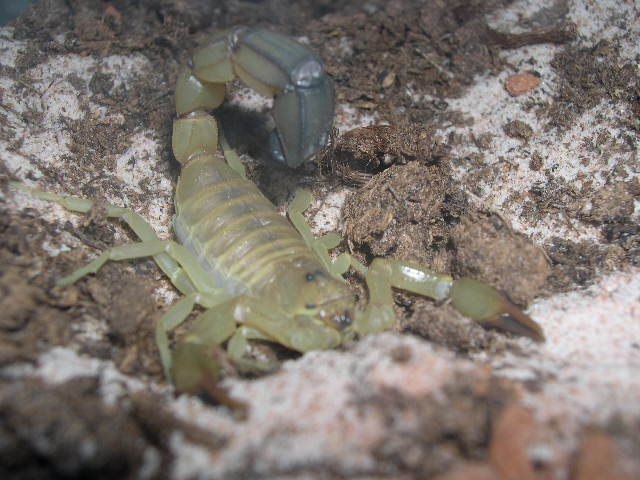
Nordafrikansk tjocksvansskorpion
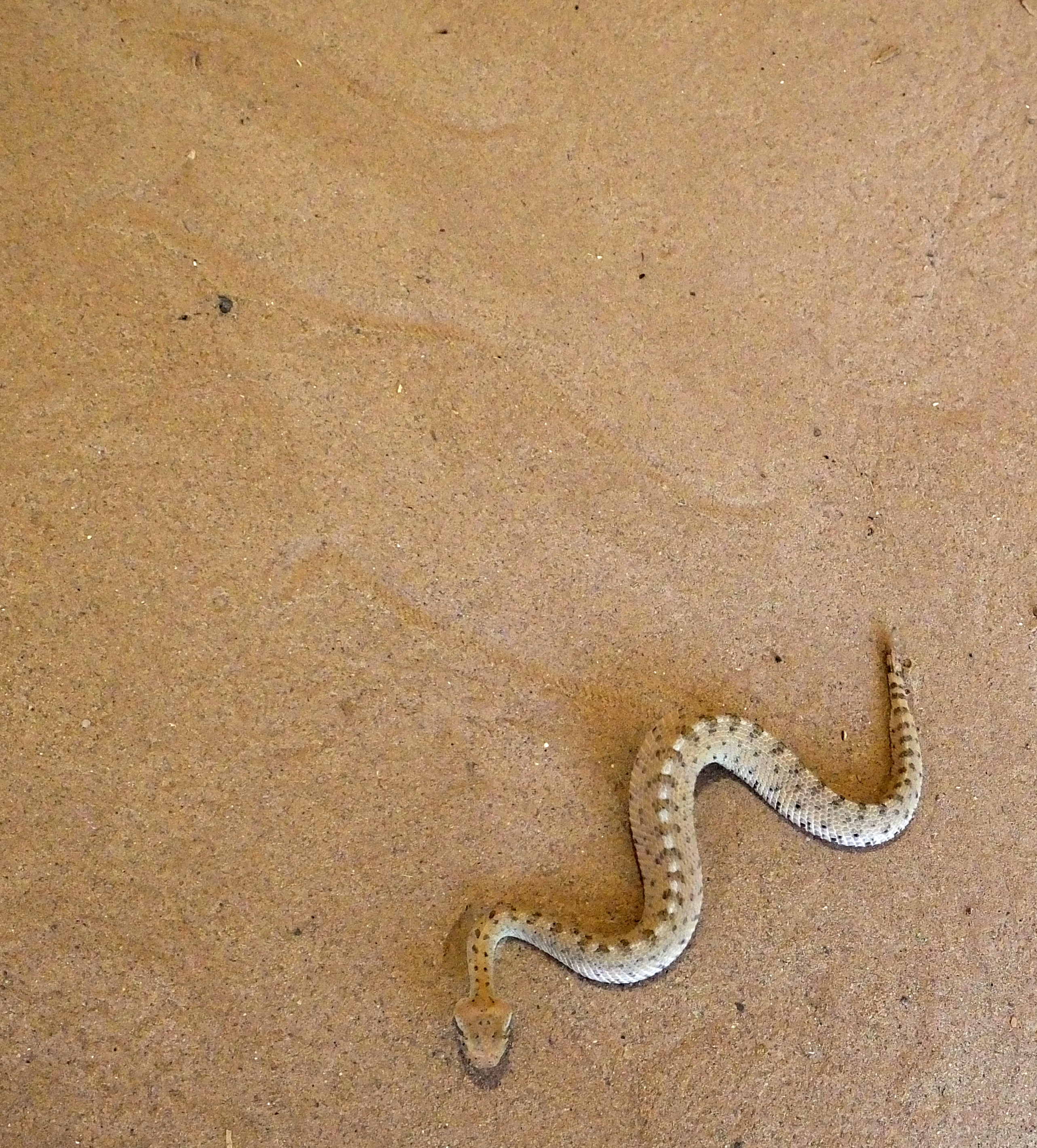
Sidvindare i Nordamerika
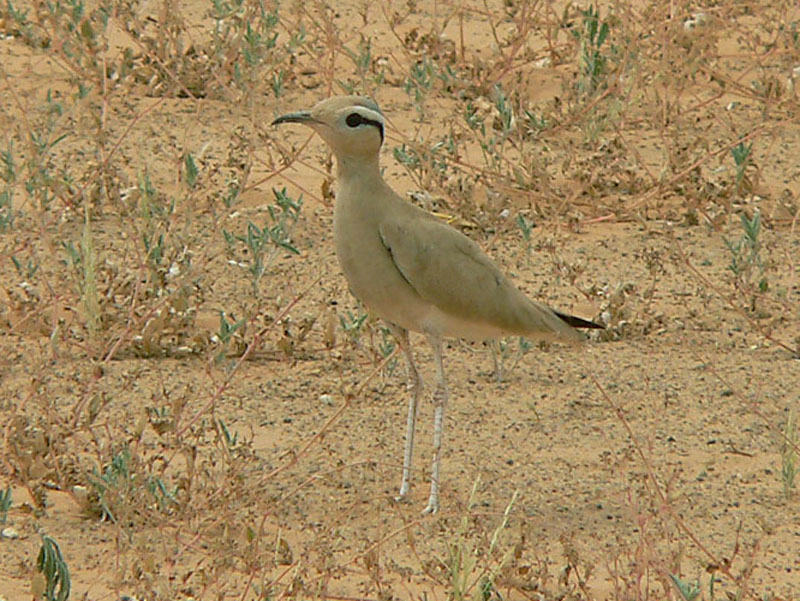
Ökenlöpare i Sahara
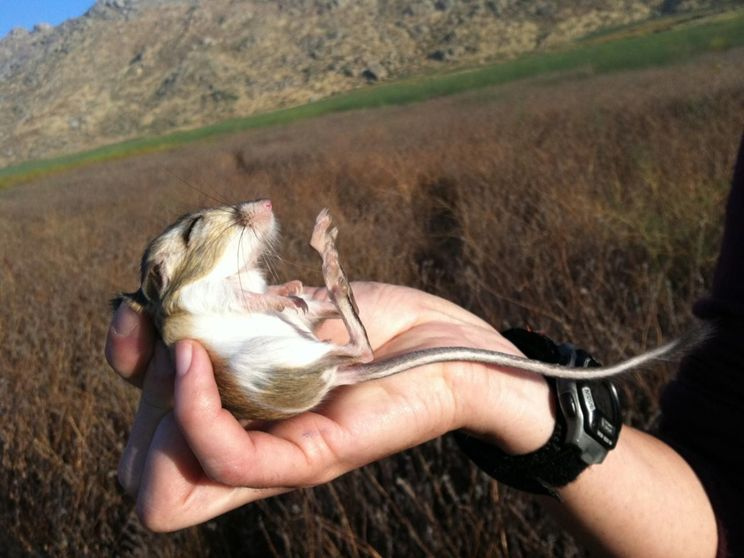
Dipodomys deserti, känguruspringmus i Nordamerika
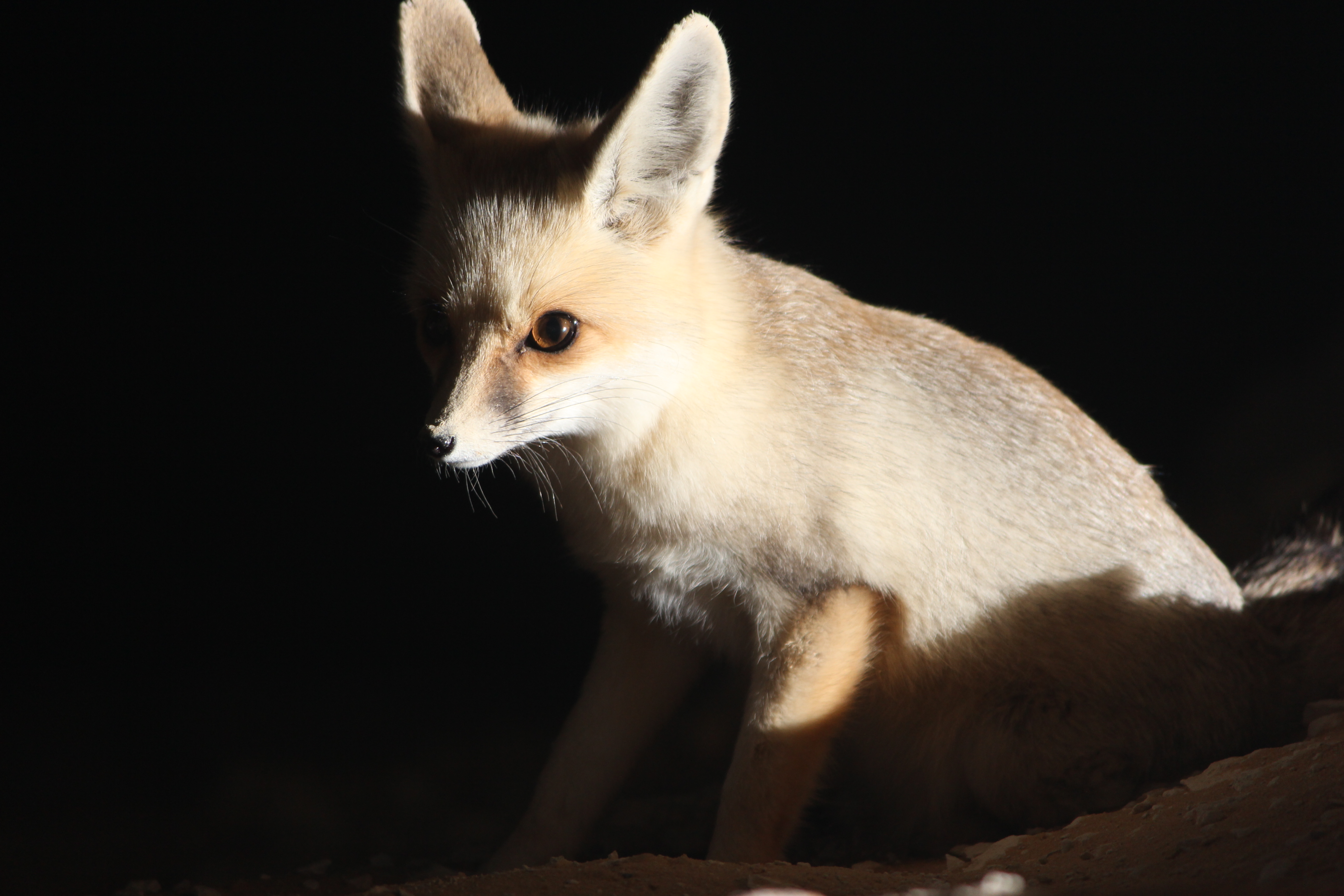
Ökenräv i Sahara
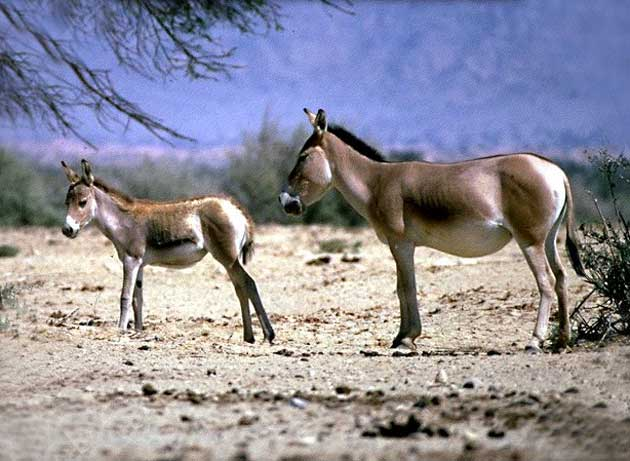
Halvåsnor i Gobiöknen

## Ökenspridning
Ökenspridning betyder att öknars yta ökar eller att nya öknar uppstår. Ökenspridning orsakas av människan som överanvänder jorden och/eller klimatförändringar. Termen definierades av den franske botanisten och ekologen André Aubréville (1897–1982) som när brukad mark blev öken som en följd jorderosion orsakad av människan. Han grundade sina slutsatser på studier han genomfört främst i Afrika.
Tidigare (år 2008) ansåg vissa forskare att satellitmätningar visade en viss förgröning av öknar efter en längre period med torka. Deras tes var att bland annat massflytt från landsbygd till städer hade givit landskapet ett tillfälle att återhämta sig samt att koldioxidutsläppen ökat tillväxten. Växter skadas dock av alltför höga temperaturer.
Ökenspridning sker idag på samtliga kontinenter. I Afrika har ökenarealen ökat 650 000 km2 de senaste 50 åren. Gobiöknen i Kina är världens snabbast växande öknen. Under senare år har bränder bidragit till ökenspridningen. Boskapshjordar som betar anses bidra till en omfattande ökenspridning liksom skogsbruk utan återplantering. Argentina i Sydamerika hotas ekonomiskt av ökenspridningen i sitt land då halva arealen består av öken. Man tror att klimatförändringarna kan öka ökenspridningen med 20 %. Både i Afrika och i Kina sker massplantering av träd för att begränsa ökenspridningen. 

## Lista över öknar
Världens stora öknar:
| Öken                                                                   | Område       | Area (km²) | Typ  | Beskrivning                                                               |
| ---------------------------------------------------------------------- | ------------ | ---------- | ---- | ------------------------------------------------------------------------- |
| Antarktiska öknarna                                                    | Antarktis    | 13 830 000 | Kall | Steniga och sandiga områden som oftast är snö- och isfria                 |
| Sahara, inklusive Nubiska öknen och Libyska öknen                      | Norra Afrika | 9 065 000  | Het  | 70 % klipp- och stenöken och 30 % sandöken.                               |
| Arktis                                                                 | Arktis       | 2 600 000  | Kall | Steniga och sandiga områden som oftast är snö- och isfria                 |
| Arabiska öknen, inklusive Rub al-Khali och Nafud                       | Mellanöstern | 2 590 000  | Het  | 25 % sandöken, omfattar även klipp-, grus- och stenöken                   |
| Australiska öknarna, inklusive Stora Victoriaöknen och Stora Sandöknen | Australien   | 1 371 000  | Het  | Sand, grus och stenöken med gräs                                          |
| Gobi                                                                   | Centralasien | 1 295 000  | Sval | Sand- och grusöken med saltplayor samt stäpp med gräs.                    |
| Kalahari                                                               | Södra Afrika | 930 000    | Het  | Sandslätter och dyner med buskar                                          |
| Patagonien                                                             | Sydamerika   | 670 000    | Sval | Grus- och sandslätter                                                     |
| Syriska öknen                                                          | Mellanöstern | 520 000    | Het  |                                                                           |
| Great Basin                                                            | Nordamerika  | 492 100    | Varm | Främst klipp- och stenöken samt 1 % sandöken.                             |
| Chihuahuan                                                             | Nordamerika  | 362 600    | Varm | Busköken eller buskstäpp                                                  |
| Karakum                                                                | Centralasien | 349 650    | Sval | 90 % sandöken och resten klipp- och stenöken samt saltplayor              |
| Coloradoplatån                                                         | Nordamerika  | 336 700    | Varm | Sedimentära bergarter med platåberg. Innefattar området med Grand Canyon. |
| Sonoraöknen                                                            | Nordamerika  | 311 000    | Het  | Bergig öken                                                               |
| Kyzylkum                                                               | Centralasien | 297 850    | Sval | 50 % sandöken, Resten hårda lerslätter, klipp-, stenöken samt saltplayor. |
| Taklamakan                                                             | Centralasien | 271 950    | Sval | Sand- och grusöken samt saltplayor                                        |
| Iranska öknen                                                          | Mellanöstern | 259 000    | Varm | Sand- och grusöken samt saltplayor                                        |
| Tharöknen                                                              | Asien        | 253 300    | Het  | 50 % sandöken och dessutom grusslätter.                                   |
| Atacamaöknen                                                           | Sydamerika   | 139 860    | Varm | Sand-, sten- och grusöken, lavafält samt saltplayor                       |
| Namiböknen                                                             | Afrika       | 80 900     | Het  | Stora sand- och dynområden samt grusslätter och klippöken.                |
| Mojaveöknen                                                            | Nordamerika  | 64 750     | Varm | Klipp-, sten- och grusöken med uttorkade alkaliska sjöar och playor.      |